# Syndrome carcinoïde
 Mise en garde médicale
Le syndrome carcinoïde (ou syndrome des carcinoïdes) est un syndrome paranéoplasique observé en association avec les tumeurs carcinoïdes.
Il associe rougissement pathologique et diarrhées motrices, par sécrétion de sérotonine par les cellules tumorales.